# Distrito de Rheingau-Taunus
El distrito de Rheingau-Taunus (en alemán: Rheingau-Taunus-Kreis) es un Landkreis (distrito rural) en la Región de Darmstadt del estado federado de Hesse (Alemania). La capital del distrito es la ciudad de Bad Schwalbach, donde se encuentra la administración territorial de la ciudad; antiguamente la capital era Rüdesheim del Rin. El distrito incluye la comarca del Rin (Rheingau). Los municipios vecinos por el norte son el distrito de Limburg-Weilburg, al este el distrito del Alto Taunus y el distrito de Meno-Taunus, al sudoeste la ciudad independiente de Wiesbaden, al sur el Rin como límite natural con el estado federado de Renania-Palatinado (allí se encuentra el distrito de distrito de Maguncia-Bingen), así como por el oeste el distrito de Rin-Lahn.

## Geografía
El terreno del distrito se halla en la parte occidental del Taunus (Rheingau). El Rin constituye la parte del sur de la frontera del distrito, así como del estado federado.

## Composición del distrito
(Habitantes a 30 de junio de 2006)
| - 1. Bad Schwalbach (11.047) - 2. Eltville am Rhein (16.939) - 3. Geisenheim (11.776) - 4. Idstein (22.812) - 5. Lorch (4.080) - 6. Oestrich-Winkel (11.824) - 7. Rüdesheim am Rhein (9.953) - 8. Taunusstein (29.168) | - 1. Aarbergen (6.323) - 2. Heidenrod (8.115) - 3. Hohenstein (6.206) - 4. Hünstetten (10.116) - 5. Kiedrich (3.936) - 6. Niedernhausen (14.664) - 7. Schlangenbad (6.204) - 8. Waldems (5.706) - 9. Walluf (5.675) |